# 세대 (법률)

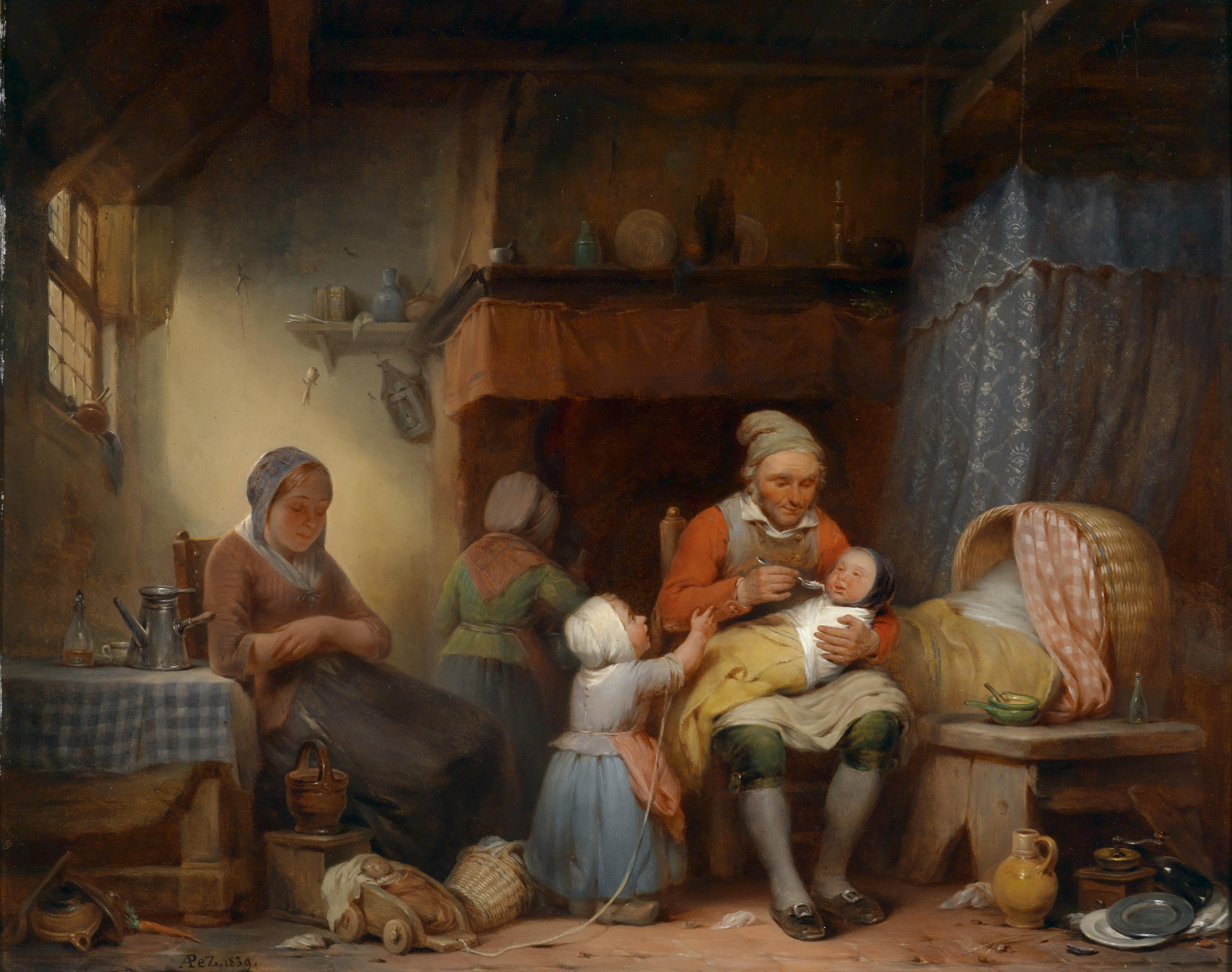

세대(世帶, household)는 같은 주거지에 사는 둘 이상의 사람으로 구성된다. 단일 가족일 수도 있고 다른 유형의 구성원 그룹일 수 있다. 세대는 수많은 사회적, 미시경제학적, 정부 모형들의 기본 단위이며 경제학과 상속에 중요한 역할을 한다. 한 가구를 이끄는 주가 되는 사람은 세대주(世帶主)로 부른다.
세대 모델에는 가족, 혼합 가족, 공유 주택, 그룹 주택, 하숙집, 다인실 주택(영국) 및 1인실 주택(미국)이 포함된다. 봉건 사회에서는 왕실과 중세 부유층의 가구에는 하인과 기타 가신이 포함되었다.

## 같이 보기
- 주거
- 가족
- 가계 내부 협상
- 룸메이트
- 호주제
- 가정
- 모계 거주